# Bom Jesus (Rio Grande do Sul)
 Bom Jesus  este un oraș în Rio Grande do Sul, Brazilia